# Національний контртерористичний центр
Національний контртерористичний центр (англ. National Counterterrorism Center/ NCTC) — урядова організація Сполучених Штатів, яка відповідає за національні та міжнародні зусилля з боротьби з тероризмом. Він розташований у Liberty Crossing, сучасному комплексі поблизу Тайсонса у Макліні, штат Вірджинія. NCTC консультує Сполучені Штати щодо тероризму.
Центр, який є частиною офісу директора національної розвідки, об'єднує фахівців з інших федеральних відомств, включаючи ЦРУ, ФБР, Міністерство оборони та Міністерство внутрішньої безпеки.

## Історія
Ідея створення центру для об'єднання розвідувальних даних про терористичні загрози обговорювалася Національною комісією з терористичних нападів на Сполучені Штати (так звана Комісія 9/11) під час розслідування терористичних атак 11 вересня 2001 року. Плани створити такий центр були оголошені президентом Джорджем У. Бушем у січні 2003 року у його зверненні «Про становище країни». 1 травня 2003 року Указ № 13354 заснував Центр інтеграції терористичної загрози (TTIC).
У 2004 році центр перейменували в NCTC і передали в підпорядкування Директору національної розвідки США відповідно до Закону про реформу розвідки та запобігання тероризму.
Після замаху терористів на рейс 253 авіакомпанії Northwest Airlines на Різдво 2009 року, NCTC отримав завдання створити процес «ретельного й вичерпного» визначення пріоритетів загроз тероризму; визначити подальші дії розвідки, правоохоронних органів і внутрішньої безпеки; і покращити базу даних «Terrorist Identities Datamart Environment», щоб додати імена до списків спостереження.
У 2012 році генеральний прокурор Сполучених Штатів Ерік Холдер надав NCTC повноваження збирати, зберігати й аналізувати обширні колекції даних про громадян США, зібрані з урядових і неурядових джерел на предмет підозрілої поведінки за допомогою аналізу шаблонів, і ділитися базами даних з іноземними державами. Ця спроба викликала суперечки через її передзлочинну роботу, яку порівнювали з Інформаційним управлінням та запропонованим ним масовим стеженням.
У серпні 2019 року The Daily Beast повідомила, що NCTC почав працювати над контррозвідкою для боротьби з внутрішнім тероризмом.

## Діяльність
Центр аналізує розвідувальні дані про тероризм, у тому числі потенційні внутрішні загрози; контролює комунікації на міжнародному та внутрішньому рівнях на наявність потенційних загроз; генерує корисну інформацію для потенційного запобігання злочинним діям усередині країни; зберігає інформацію про тероризм; підтримує антитерористичну діяльність США з використанням інформаційних технологій (ІТ); і планує контртерористичну діяльність згідно з вказівками Президента Сполучених Штатів, Ради національної безпеки та Ради внутрішньої безпеки.
Він надає інформацію про тероризм розвідувальному співтовариству; складає детальні списки терористів, терористичних груп і терористичних інцидентів у всьому світі; підтримує реагування на терористичні інциденти в Сполучених Штатах і в усьому світі; готує оцінки та брифінги для політиків.
NCTC має доступ до різних баз даних, у тому числі від АНБ і ЦРУ, і відповідає за базу даних TIDE (Terorist Identities Datamart Environment). Він також керує загальнодоступною базою даних Всесвітньої системи відстеження інцидентів.
База даних NCTC Terrorist Identities Datamart Environment (TIDE) містить понад 1,2 мільйона ідентифікацій людей, відомих як терористи, підозрювані у тероризмі чи пов'язані з ними особи.

## Керівники

### Директори[14]
- Джон О. Бреннан (тимчасово) (27 серпня 2004 — 1 серпня 2005)
- Віце-адмірал (у відставці) Джон Скотт Ред (1 серпня 2005 — 10 листопада 2007)
- Майкл Е. Лейтер (актор) (10 листопада 2007 — 12 червня 2008)
- Майкл Е. Лейтер (12 червня 2008 — 8 липня 2011)
- Меттью Г. Олсен (16 серпня 2011 — липень 2014)
- Ніколас Расмуссен (18 грудня 2014 — 24 грудня 2017)[15]
- Рассел Треверс (в.о.) (24 грудня 2017 — 27 грудня 2018)
- Джозеф Магуайр (27 грудня 2018 — 15 серпня 2019)
- Рассел Треверс (в.о.) (16 серпня 2019 — 18 березня 2020)
- Лора Шиао (в.о.) (3 квітня 2020 — 10 серпня 2020)
- Крістофер К. Міллер (10 серпня 2020 — 9 листопада 2020)[16][17]
- Стів Ванек (актор) (10 листопада 2020 — 29 червня 2021)
- Крістін Абізейд (29 червня 2021 р. — тепер)

### Заступники директора
- Артур М. Каммінгс (2004–05)
- Кевін Р. Брок (2005–07)
- Майкл Е. Лейтер (2007–08)
- Джефф О'Коннелл (2008—2011)
- Ендрю Ліпман (2011—2012)
- Ніколас Дж. Расмуссен (2012—2014)
- Л. Джозеф Каміллері (2016—2017)
- Джон Дж. Малліган
- Лора Шиао (квітень 2020 — листопад 2020)
- Стів Ванеч (актор) (листопад 2020 — тепер)